# Сан Ђовани Инкарико
Сан Ђовани Инкарико (итал. San Giovanni Incarico) је насеље у Италији у округу Фрозиноне, региону Лацио.
Према процени из 2011. у насељу је живело 1321 становника. Насеље се налази на надморској висини од 158 м.

## Становништво
Према резултатима пописа становништва 2011. у општини је живело 3.410 становника.
| 1931. | 1936. | 1951. | 1961. | 1971. | 1981. | 1991. | 2001. | 2011. |
| ----- | ----- | ----- | ----- | ----- | ----- | ----- | ----- | ----- |
| 3.989 | 4.216 | 4.188 | 4.036 | 3.239 | 3.578 | 3.642 | 3.587 | 3.410 |